# Отмица принца Александра у Висбадену
Отмица принца Александра у Висбадену одиграла се 1888. у вили Клементина у Висбадену, када је по налогу краља Милана малолетни престонаследник Александар Обреновић отет мајци Наталији и враћен у Србију. 
После (нерегуларног) развода брака са краљем Миланом, Наталија је отпутовала за Немачку и са собом повела малолетног сина Александра. Настанила се у вили Клементина у Висбадену, граду познатом по бањи и многобројној руској дијаспори која је тамо живела. Руска заједница у Висбадену се појавила пошто је Војводство Насау неговало добре односе са Русијом. Војвода Адолф од Насауа је за своју покојну супругу, руску принцезу Елизабету Михаиловну, дао на Неровом брду изградити 1855. Руску православну цркву, поред које је настало и православно гробље. 
Међутим, краљ Милан је убрзо открио Наталијино уточиште и енергично је захтевао изручење малог престонаследника. Наталија прво није пристала, али морала је најзад да попусти. Александар је 13. јуна одведен у присуству војног министра Србије и председника полиције Висбадена, и у специјалном возу враћен је у Србију. Наталија морала је у току десет сати да напусти Немачку. 
Касније је отишла да живи у Француској.